# Copa de la FEF de Futsal
La Copa de la FEF de Futsal (oficialmente en inglés, FEF Futsal Cup), anteriormente conocida como Copa de la UEFS de Futsal y a veces como Recopa de Europa de Futsal, es la segunda competición de clubes de futsal en Europa. 
Su organización corre a cargo de la Federación Europea de Futsal (FEF) desde 2017 y anteriormente de la Unión Europea de Futsal (UEFS) desde su creación. Su primera edición se celebró en el año 1995.
En este torneo internacional compiten los clubes provenientes de los países afiliados a la FEF. A diferencia de la Liga de Campeones, pueden participar equipos que no fueron campeones en sus ligas nacionales.

## Campeones masculino

### Historial[4]
| N.º   | Año   | Sede                     | Oro                     | Plata                       | Bronce                     |
| ----- | ----- | ------------------------ | ----------------------- | --------------------------- | -------------------------- |
| I     | 1995  | Sines, Portugal          | Poligran Moscow         | Tenagil Badajoz             | G.D. Os Encarnados         |
| II    | 1997  | Alcudia, España          | Fiesta-Atlan Kingisepp  | Pretensats Ferriol Mallorca | Vix Zilina                 |
| III   | 1998  | Neryungri, Rusia         | Koncentrat Nerungi      | Perpetuum Bratislava        | Ajax Kenitra               |
| IV    | 2000  | Moscú, Rusia             | Poligran Moscow         | G.D.R. Palhais              | Energetik Novolukoml       |
| V     | 2001  | Alicante, España         | Universitet Vitebsk     | Juve Bratislava             | Gest Alonso Expert Corbeta |
| VI    | 2003  | Moscú, Rusia             | Poligran-Vnukovo Moskva | Amsa FC                     | Universitet Vitebsk        |
| VII   | 2004  | Baranovichi, Bielorrusia | Impuls Yakutsk          | Mima-Mizuno Trnava          | Poligran Moskva            |
| VIII  | 2005* | Badajoz, España          | Dinamo Moskva           | SEF Minsk                   | Antimuf Pardubice          |
| IX    | 2005* | Minsk, Bielorrusia       | Koncentrat Neryungri    | Akademia Minsk              | Morales                    |
| X     | 2006  | Brest, Bielorrusia       | Merkury Brest           | Dinamo Moskva               | Arsenal Bela Cerkvev       |
| XI    | 2007  | Lloret de Mar, España    | Almaz Mirnyj            | Refordenia Alicante         | Kominte Jestřabí           |
| XII   | 2008  | Nowa Ruda, Polonia       | Almaz Alrosa            | Chemcomex Praha             | Niznja Volga               |
| XIII  | 2009  | Amposta, Cataluña        | Niznja Volga            | Okhrana                     | Podvodnik                  |
| XIV   | 2010  | Praga, República Checa   | Chemcomex Praha         | Nizna Volga Saratov         | Volhov Velikij Novgorod    |
| XV    | 2011  | Primorsko, Bulgaria      | Taganskiy Ryad          | FC Volhov                   | VRZ Gomel                  |
| XVI   | 2013  | Biguglia, Francia        | Volga Saratov           | AMS Bastia Futsal           | Spartak Moscú              |
| XVII  | 2014  | Lloret de Mar, España    | Spartak Moscow          | Torpedo-Mami Moscow         | New Beer House             |
| XVIII | 2015  | Lloret de Mar, España    | Podvodnik               | Koska Taberna               | EFS Ripoll                 |
| XIX   | 2016  | Lloret de Mar, España    | Volna                   | Peña Recreativa San Feliu   | Torpedo Mami               |
| XX    | 2017  | Lloret de Mar, España    | Chemcomex Praha         | Spartak Moscow              |                            |
| XXI   | 2018  | Lloret de Mar, España    | Spartak Moscow          | PCO Rudolfov                | Volna                      |
| XXII  | 2019  | Lloret de Mar, España    | Exportorg               | Slovan                      | Futsal Le Luc              |

* En 2005 se celebraron dos ediciones.

### Palmarés
| Equipo                 | Campeón (año)        |
| ---------------------- | -------------------- |
| Poligran Moskva        | 3 (1995, 2000, 2003) |
| Koncentrat Neryungri   | 2 (1998, 2005)       |
| Almaz Mirnyj           | 2 (2007, 2008)       |
| Chemcomex Praha        | 2 (2010, 2017)       |
| Spartak Moscow         | 2 (2014, 2018)       |
| Dinamo Moskva          | 1 (2005)             |
| Nizhnjaja Volga        | 1 (2009)             |
| Fiesta-Atlan Kingisepp | 1 (1997)             |
| Universitet Vitebsk    | 1 (2001)             |
| Impuls Yakutsk         | 1 (2004)             |
| Merkury Brest          | 1 (2006)             |
| Taganskiy Ryad         | 1 (2011)             |
| Volga Saratov          | 1 (2013)             |
| Podvodnik              | 1 (2015)             |
| Volna                  | 1 (2016)             |
| Exportorg              | 1 (2019)             |